# Lemonia pauli
Lemonia pauli är en fjärilsart som beskrevs av Otto Staudinger, 1895. Lemonia pauli ingår i släktet Lemonia och familjen fältspinnare, Brahmaeidae. Inga underarter finns listade i Catalogue of Life.